# Laugar
Laugar – miejscowość w północnej Islandii, nad rzeką Reykjadalsá (lewy dopływ rzeki Laxá í Aðaldal). Przez miejscowość przebiega droga nr 1 między Akureyri a Reykjahlíð. Największa miejscowość w gminie Þingeyjarsveit. Na początku 2018 roku zamieszkiwało ją 109 osób.
Miejscowość rozwinęła się wokół źródeł termalnych, stąd też jej nazwa, która po islandzku oznacza "gorące źródła". Laugar znajduje się na trasie turystycznej zwanej Diamentowym Kręgiem - w jej pobliżu znajdują się znane atrakcje turystyczne: wodospad Goðafoss (ok. 10 km na zachód) i jezioro Mývatn (ok. 20 km na południowy wschód). Natomiast 8 km na północ od miejscowości znajduje się jezioro Vestmannsvatn.